# Frantz Casper Kiær
Frantz Casper Kiær (13. juli 1835 i Drammen – 27. juni 1893 i Kristiania) var en norsk læge, bror til Anders Nicolai Kiær.
Kiæt blev cand. med. 1863 og nedsatte sig 1864 i Kristiania, hvor han samtidig arbejdede i Medicinalkontoret, hvor han 1876 blev fuldmægtig. Det var i denne stilling, han kunde udarbejde sit store værk Norges Læger i 19. Aarhundrede, der udkom i 2. udgave 1887—90.
Kiær var 1868—81 overlæge ved Diakonisseanstalten. Som forfatter er han tillige kendt som bryolog (Genera muscorum Macrohymenium et Rhegmatodon revisa specieque nova aucta 1882; Christianias Mosser 1884). Desuden udgav han Professor Christen Smiths Dagbog paa Rejsen til de Canariske Øer 1815 (1889).